# Wasteland Tour 2018-2020
Wasteland Tour 2018-2020 è il terzo album dal vivo del gruppo musicale polacco Riverside, pubblicato il 1º dicembre 2020 dalla Vintage Vinyl Records.

## Descrizione
Si tratta di un cofanetto realizzato dal gruppo per coloro che hanno acquistato i biglietti per le date della tournée polacca I'm Your Private Wasteland Tour 2020 cancellata a causa della pandemia di COVID-19.
Il doppio CD contiene una selezione dei brani eseguiti durante l'intero tour a supporto del settimo album Wasteland svoltosi tra il 2018 e il 2020, mentre il DVD e il BD contengono l'intero concerto registrato a Oberhausen.

## Tracce
Testi di Mariusz Duda, musiche dei Riverside, eccetto dove indicato.
CD 1 – Vol. 1
1. Intro/Acid Rain – 7:45
2. Vale of Tears – 5:44 (musica: Mariusz Duda)
3. Reality Dream I – 6:16
4. Lament – 6:10 (musica: Mariusz Duda)
5. Hyperactive – 5:27
6. Escalator Shrine - Part II – 5:58
7. Saturate Me/Out of Myself – 6:06
8. Second Life Syndrome - Part I – 6:18
9. Left Out – 12:27
10. Guardian Angel – 4:28
11. Lost – 7:52 (musica: Mariusz Duda)

CD 2 – Vol. 2
1. The Struggle for Survival – 9:59 (musica: Mariusz Duda, Michał Łapaj)
2. Forgotten Land – 8:27
3. Loose Heart – 5:56
4. #Addicted – 5:11 (musica: Mariusz Duda)
5. Egoist Hedonist – 7:26
6. Wasteland – 12:30 (musica: Mariusz Duda)
7. The Night Before – 3:08 (musica: Michał Łapaj)
8. Panic Room – 6:26
9. River Down Below – 7:41 (musica: Mariusz Duda)
10. The Day After – 5:09 (musica: Mariusz Duda)

DVD/BD – Live in Oberhausen
1. Intro/Acid Rain – 8:37
2. Vale of Tears – 6:00 (musica: Mariusz Duda)
3. Reality Dream I – 6:32
4. Lament – 6:36 (musica: Mariusz Duda)
5. Out of Myself – 4:01
6. Second Life Syndrome - Part I – 5:00
7. Left Out – 12:32
8. Guardian Angel – 4:40
9. Lost – 7:42 (musica: Mariusz Duda)
10. The Struggle for Survival – 10:13 (musica: Mariusz Duda)
11. Forgotten Land – 8:38
12. Loose Heart – 6:04
13. Wasteland – 12:44 (musica: Mariusz Duda)
14. The Night Before – 3:36 (musica: Michał Łapaj)
15. Panic Room – 9:26
16. River Down Below – 12:26 (musica: Mariusz Duda)

## Formazione
Gruppo
- Mariusz Duda – voce, basso, piccolo bass, chitarra acustica
- Piotr Kozieradzki – batteria
- Michał Łapaj – tastiera, cori
- Maciej Meller – chitarra

Altri musicisti
- Matteo Bassoli – basso (River Down Below)

Produzione
- Tomasz Pawłowski – front of house
- Paweł Grabowski – missaggio
- Robert Szydło – mastering
- John Vis – regia e montaggio DVD/BD